# 홍콩서 온 여와 남
홍콩서 온 여와 남은 한국에서 제작된 신경균 감독의 1970년 영화이다. 박노식 등이 주연으로 출연하였고 박원석 등이 제작에 참여하였다.

## 출연

### 주연
- 박노식
- 정혜선
- 허장강
- 황해

## 제작진
- 조명: 이병준
- 미술: 김호균